# All-Ireland Senior Football Championship 1894
L'All-Ireland Senior Football Championship 1894 fu l'edizione numero 8 del principale torneo di calcio gaelico irlandese. Dublino batté in finale Cork ottenendo il terzo trionfo della sua storia.

## All-Ireland Series
Si disputò la finale tra i campioni del Leinster e del Munster visto che in quell'anno non fu giocato il torneo nell'Ulster e nel Connacht non esisteva ancora. La finale si giocò l'anno dopo i tornei provinciali.

### Finale
| Drumcondra 24 marzo 1895 | Dublino | 1-01 – 0-06 | Cork | Clonturk Park |

| Drumcondra 21 aprile 1895 | Dublino | 0-05 – 1-02 | Cork | Clonturk Park |

NOTA BENE: All'epoca il goal valeva 5 punti. Quindi la prima partita ebbe un totale di 6-6 e finì in parità, per questo venne ridisputata. Vedendo il risultato della seconda sembrerebbe che Cork avesse vinto. In realtà la partita non fu conclusa, perché in seguito ad una rissa, Dublino uscì dal campo per protesta. Visto che gli organi GAA stabilirono che andasse rigiocata una seconda volta, e Cork rifiutò questa decisione, Dublino ottenne il titolo a tavolino.